# Kristni þættir
Kristni þættir incluida en Óláfs saga Tryggvasonar en mesta (La gran saga de Óláfr Tryggvason) es una historia corta islandesa (þáttr) que trata sobre la cristianización de Islandia; fue escrita a principios del siglo XIV. Se basa en el relato de Snorri Sturluson sobre el mismo rey Olaf Tryggvason en Heimskringla, pero incluye material adicional de otras fuentes no utilizadas por Snorri, como las citas de la llegada y aceptación del cristianismo a Islandia. Aunque los relatos son de distinta procedencia y origen, por lo que sobreviven en diversos estados de conservación, es un testimonio único de los inicios de la conversión de Islandia. El primer texto trata de la vida misionera de Thorvaldur Kodransson, luego aparece Stefnir Þórgilsson y por último Þangbrandr además de varios relatos independientes para acabar con un epílogo sobre la aceptación de la nueva fe.